# 姜儒澤
姜儒澤（ガン・ユテク、朝鮮語: 강유택、1991年11月26日 - ）は、韓国の囲碁棋士。ソウル特別市出身、韓国棋院所属、六段。KC&A杯新人王戦優勝、圓益杯十段戦準優勝など。

## 経歴
2003年世界青少年囲碁選手権大会少年組優勝、2006年青年組2位。2007年入段。2008年、オスラムコリア杯新鋭連勝最強戦4位、国手戦、バッカス杯天元戦でベスト4進出。2009年、LG杯ベスト16進出、十段戦ベスト4、三段。2011年四段、十段戦決勝に進出するが李世乭に1-2で準優勝、第1期KC&A杯新人王戦決勝で李東勲を2-0で破って優勝。同年農心杯出場。2012年五段。2013年六段。
韓国囲碁リーグは2008年から嶺南日報チームなどで出場、2008年新人賞、2010年最多賞。韓国囲碁棋士ランキングでは2010年14位。

### タイトル歴
KC&A杯新人王戦 2011年

### 他の棋歴
国際棋戦
- LG杯世界棋王戦 ベスト16 2009年（○趙治勲、×孔傑）
- 農心辛ラーメン杯世界囲碁最強戦
  - 2011年 0-1（×檀嘯）

国内棋戦
- 圓益杯十段戦 準優勝 2011年
- 韓国囲碁リーグ
  - 2008年（嶺南日報）9-5
  - 2009年（嶺南日報）6-6
  - 2010年（嶺南日報）13-3
  - 2011年（嶺南日報）8-6
  - 2012年（Kixx）11-7
  - 2013年（新案天日塩）3-11
  - 2014年（Tブロード）7-7